# Arbeitserziehungslager Radeberg
Das Arbeitserziehungslager (AEL) Radeberg wurde ab Juli 1944 durch die Gestapo betrieben. Bis zum Ende des Zweiten Weltkrieges diente es dem Radeberger Werk der Sachsenwerk Licht und Kraft A.G. Niedersedlitz als Straflager für (zumeist ausländische) Zwangsarbeiter und Kriegsgefangene für die Rüstungsindustrie.

## Vorgeschichte
Während des Ersten Weltkrieges wurde der Bau eines Rüstungsbetriebes in Radeberg anberaumt. Im Dezember 1915 eröffnete das Königliche Feuerwerkslaboratorium Radeberg. Bis zum Kriegsende fertigten zeitweilig über 5400 Beschäftigte Zünder und Sprengkapseln. Nach dem Krieg wurde die Fabrik an die Sachsenwerk Licht und Kraft A.G. Niedersedlitz verkauft. Von 1920 bis 1932 wurden zivile Produkte, wie zum Beispiel Schalttafeln, aber auch Staubsauger und Kühlschränke produziert. Durch die Auswirkungen der Weltwirtschaftskrise musste das Unternehmen 1932 geschlossen werden. Im Zuge der Aufrüstung der Wehrmacht wurde der Betrieb 1935 wieder aufgenommen und die Produktion von Zündern fortgesetzt. Für die Unterbringung und Disziplinierung der im Werk eingesetzten Zwangsarbeiter und Kriegsgefangenen
errichtete die Gestapo im Juli 1944 das Arbeitserziehungslager auf dem Gelände des Unternehmens.

## Arbeitserziehungslager Radeberg
Bereits seit 1942 wurden bis zu 800 ausländische Arbeiter im Sachsenwerk zwangseingesetzt. Da wegen der 1944 immer weiter einbrechenden Fronten keine Arbeitskräfte mehr aus besetzten Landstrichen rekrutiert werden konnten, wurde das AEL am heutigen Robert-Blum-Weg eingerichtet, um Gefangene zur Zwangsarbeit aufzunehmen. Baracken für jeweils etwa 40 bis 80 Häftlinge und entsprechendes Wachpersonal wurden errichtet. Die überwiegend ausländischen Gefangenen waren wegen Vergehen wie Schwarzhandel oder Arbeitsverweigerung in anderen Rüstungsbetrieben von der Gestapo in das Lager interniert worden und sollten nun jeweils für 28 Arbeitstage (später auf 56 Arbeitstage verlängert) im AEL durch die harte Arbeit wieder diszipliniert werden. Durch die unmenschlichen Arbeits- und Lebensbedingungen kam es unter den Häftlingen immer wieder zu zahlreichen Todesfällen. Die Toten wurden ohne besondere Aufwendungen auf dem Friedhof der Stadt beerdigt.
Ab Ende 1944 diente das AEL auch als Außenstelle des Dresdner Untersuchungsgefängnisses. Da der Platz für die zusätzlichen Gefangenen nicht ausreichte, wurden ab diesem Zeitpunkt Hinrichtungen durch Erschießen vorgenommen. Die Opfer, zu denen jetzt auch Frauen und deutsche Staatsangehörige zählten, wurden in einem Massengrab auf dem Friedhof begraben. Als bei den Luftangriffen auf Dresden im Februar 1945 die städtischen Gefängnisse zerstört wurden, kamen immer mehr Häftlinge ins AEL Radeberg und wurden dort ermordet. Um nicht allzu großes Aufsehen unter der Radeberger Bevölkerung zu erregen, wurden die Opfer direkt am Lagergelände verscharrt. Die Hinrichtungen in den letzten Monaten des AEL wurden dabei immer brutaler, so wurden Gefangene zum Teil direkt in ausgehobenen Massengräbern erschossen.
Anfang 1945 sollte das AEL umfassend erweitert werden. Auf Luftbildern amerikanischer Aufklärer sind sechs neu errichtete, bis zu 50 Meter lange Baracken zu erkennen. Der neue Teil des Lagers befand sich zum Kriegsende noch im Bau und ging nie in Betrieb.
Nach dem Ende des Krieges wurden auf dem Betriebsgelände und auf dem Friedhof insgesamt 12 Massengräber entdeckt. Die meisten darin befindlichen Opfer wiesen Kopf- oder Genickschüsse auf.

## Todesmarsch

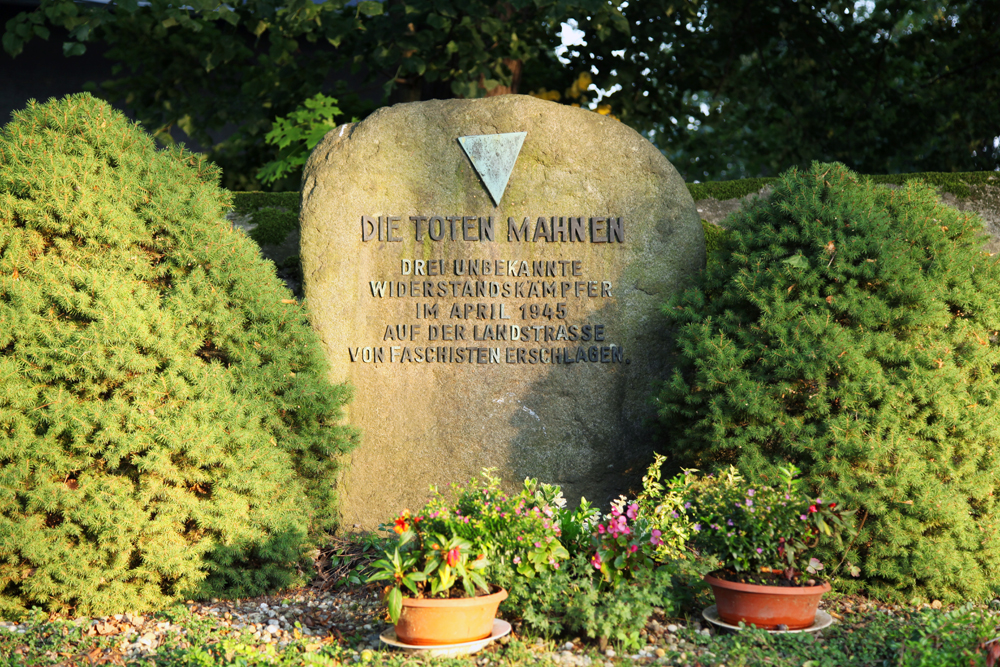
Gedenkstein für die Opfer des Todesmarschs in Wallroda

Im April 1945 wurden die verbliebenen Gefangenen des AEL Radeberg auf einen sogenannten Todesmarsch gezwungen. Anhand von Augenzeugenberichten und Leichenfunden kann die Marschroute über Wallroda, Arnsdorf und Fischbach nachvollzogen werden. So entdeckten Anwohner nach Kriegsende in Wallroda drei und nahe Fischbach sechs ermordete Häftlinge.
Einer der Augenzeugen der Tat war ein damals elfjähriger Junge aus Wallroda. Er schrieb 1998 über das Erlebte:

„Über die seichte Bergkuppe kam von Radeberg her eine Menschengruppe mit einem größeren Bauernwagen. Beim näheren Herankommen wurde uns deutlich, es sind Menschen in Sträflingskleidung, die von bewaffneten Uniformträgern bewacht wurden. Um sich herum mussten sie einen Stacheldrahtzaun tragen. An der Bewegung der Gefangenen konnten wir sehen, dass es den Menschen sichtlich schwer fiel, mit dem Wagen voranzukommen. Auf etwa der halben Strecke der einsehbaren Straße fiel einer der Gefangenen um. […] Einer der Bewachungskräfte griff zum Feldspaten und schlug sehr kräftig und wiederholt auf den Kopf und den Oberkörper des am Boden Liegenden ein. Nach kurzer Zeit zog der Tross weiter. Wir Kinder wollten jetzt sofort auf die Straße und dem liegenden Menschen helfen. Doch unser Vater hielt uns energisch zurück…“

## Prozess
Am 25. September 1945 wurden fünf Verantwortliche des Arbeitserziehungslagers Radeberg in Dresden vor Gericht gestellt und für ihre Vergehen angeklagt. Aufgrund der zu beengten Räumlichkeiten des eigentlichen Gerichtsgebäudes am Münchner Platz fand der Prozess in der Dresdner Tonhalle (Glacisstraße), dem heutigen Kleinen Haus, statt. Durch diesen Umstand wurde der Prozess auch überregional als Tonhallenprozess bekannt. Das eigens für dieses Verfahren eingerichtete Volksgericht Sachsen war das erste kurzfristig in der Sowjetischen Besatzungszone einberufene Gericht zur Verfolgung von nationalsozialistischen Straftaten. Zwei Angeklagte wurden zum Tode und drei zu langjährigen Zuchthausstrafen verurteilt.
Während des Prozesses wurde die Opferzahl des AEL Radeberg auf 422 Menschen festgelegt. Genaue Aufstellungen und Nachweise für diese Zahl existieren allerdings nicht. Nach Zeugenaussagen und Prozessakten wird von ca. 140 Hinrichtungen durch Erschießen und etwa 250 Toten im AEL Radeberg insgesamt ausgegangen.

## Gedenken

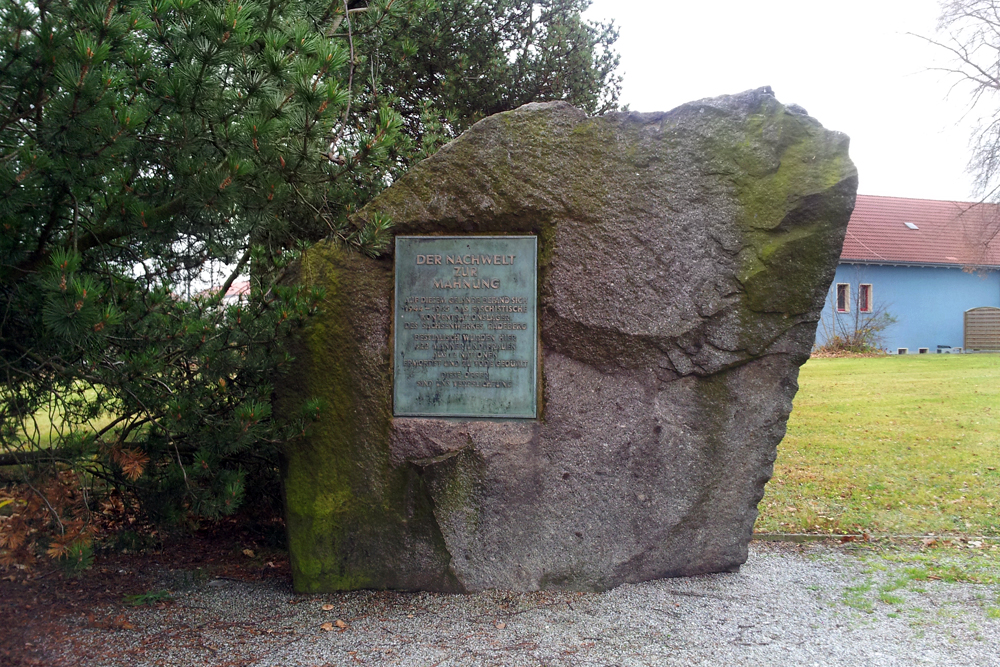
Gedenkstein am ehemaligen Standort des Lagers

An die Opfer des Arbeitserziehungslagers Radeberg und des Todesmarsches erinnern heute (Stand 2012) drei Gedenkstätten in Radeberg sowie ein Gedenkstein auf dem Friedhof Wallroda.
- Die im und am Lager verscharrten Toten (insgesamt wurden 156 Opfer gefunden) wurden nach Kriegsende exhumiert und am 20. Juli 1945 auf einem Sonderfriedhof an der Pulsnitzer Straße beigesetzt. Ein Ehrenhain mit Gedenksteinen erinnert an die Verbrechen.
- Ein Gedenkstein befindet sich am ehemaligen Standort des Lagers (Robert-Blum-Weg), dieser wurde 1965 durch den ehemaligen Lagerhäftling und späteren Oberbürgermeister von Dresden, Herbert Gute, eingeweiht.
- Auf dem ehemaligen Betriebsgelände des VEB Robotron-Elektronik erinnert eine Gedenktafel an die Opfer des AEL.
- Auf dem Friedhof Wallroda wurden drei unbekannte sowjetische Opfer beigesetzt, die auf einer nahegelegenen Straße während des Todesmarsches ermordet wurden. (→ Siehe auch: Dorfkirche Wallroda)
- Nach dem im Arbeitslager ermordeten Arbeiterfunktionär und Widerstandskämpfer Oskar Mai wurde eine Straße in Dresden benannt.